# 梅白镇
梅白乡，是中华人民共和国四川省宜宾市长宁县下辖的一个乡镇级行政单位。2019年8月，撤销梅白乡，设立梅白镇，以原梅白乡所属行政区域为梅白镇的行政区域。

## 行政区划
梅白乡下辖以下地区：
梅白社区、同心村、庆丰村、永兴村、碧浪湖社区村、白虎社区村、联合村、会龙村、力行村、旭光村、文化村、永恒村、柏香村、会贤村和光明村。